# Rhabinopteryx
Rhabinopteryx là một chi bướm đêm thuộc họ Noctuidae.

## Các loài
- Rhabinopteryx subtilis (Mabille, 1888)
- Rhabinopteryx turanica (Erschoff, 1874)